# Марія Агреста
Марія Агреста (нар. 16 липня 1978, Валло-делла-Луканія, Італія) — італійська оперна співачка (сопрано). Закінчила консерваторію «Джузеппе Мартуччі».